# Andreas Hanche-Olsen
Andreas Schjølberg Hanche-Olsen (Bærum, 17 gennaio 1997) è un calciatore norvegese, difensore del Magonza e della nazionale norvegese.

## Carriera

### Club
Hanche-Olsen ha cominciato la carriera con la maglia dello Stabæk. È stato aggregato alla prima squadra a partire dal campionato 2015, figurando in panchina in alcuni incontri validi per l'Eliteserien.
Il 10 luglio 2016 ha effettuato il proprio esordio nella massima divisione locale, subentrando ad Ernest Asante nel successo esterno per 1-2 sul campo del Lillestrøm. Il 26 settembre successivo ha trovato la prima rete in Eliteserien, che ha sancito la vittoria per 1-0 sul Bodø/Glimt. Al termine di quella stessa stagione, lo Stabæk ha dovuto affrontare le qualificazioni all'Eliteserien per mantenere il proprio posto nella massima divisione locale, affrontando il Jerv: la squadra di Hanche-Olsen ha avuto la meglio nel doppio confronto.
Il 25 aprile 2017 ha rinnovato il contratto con il club fino al 31 dicembre 2020. In virtù delle prestazioni conseguite nel campionato 2017, è stato candidato al titolo di giocatore rivelazione della stagione, andato poi a Krépin Diatta. Il 27 febbraio 2018 è stato nominato nuovo capitano dello Stabæk.
Il 5 ottobre 2020 è passato a titolo definitivo ai belgi del Gent, squadra con cui ha firmato un contratto triennale, con opzione per un'ulteriore stagione.
Il 13 gennaio 2023 si trasferisce in Germania, al Magonza, per 2.5 milioni di euro.

### Nazionale
Hanche-Olsen ha rappresentato la Norvegia a livello Under-16 e Under-21. Per quanto concerne quest'ultima selezione, il 3 novembre 2016 ha ricevuto la prima convocazione dal commissario tecnico Leif Gunnar Smerud in vista delle partite amichevoli da disputarsi contro Slovacchia e Repubblica Ceca, rispettivamente in data 12 e 15 novembre. I test, disputatisi a La Manga del Mar Menor, non sono stati validi ai fini del conteggio delle presenze in Nazionale.
Hanche-Olsen ha debuttato quindi il 24 marzo 2017, in un'amichevole contro il Portogallo, in cui è stato schierato da titolare: l'incontro è terminato con una sconfitta per 3-1. Il 12 giugno è stato impiegato nella sfida contro il Kosovo, valida per le qualificazioni al campionato europeo 2019, gara dove ha trovato una rete attraverso cui ha contribuito al successo della sua squadra per 5-0. Il risultato è stato poi rovesciato in una sconfitta a tavolino dall'UEFA, poiché Kristoffer Ajer è stato utilizzato in questa partita mentre doveva scontare una giornata di squalifica rimediata precedentemente in Under-19.

## Statistiche

### Presenze e reti nei club
Statistiche aggiornate al 18 novembre 2020.
| Stagione       | Club          | Campionato    | Campionato | Campionato | Coppe nazionali | Coppe nazionali | Coppe nazionali | Coppe continentali | Coppe continentali | Coppe continentali | Supercoppe | Supercoppe | Supercoppe | Totale | Totale |
| Stagione       | Club          | Comp          | Pres       | Reti       | Comp            | Pres            | Reti            | Comp               | Pres               | Reti               | Comp       | Pres       | Reti       | Pres   | Reti   |
| -------------- | ------------- | ------------- | ---------- | ---------- | --------------- | --------------- | --------------- | ------------------ | ------------------ | ------------------ | ---------- | ---------- | ---------- | ------ | ------ |
| 2015           | Stabæk        | ES            | 0          | 0          | CN              | 0               | 0               | -                  | -                  | -                  | -          | -          | -          | 0      | 0      |
| 2016           | Stabæk        | ES            | 13+2       | 1+0        | CN              | 0               | 0               | UEL                | 0                  | 0                  | -          | -          | -          | 15     | 1      |
| 2017           | Stabæk        | ES            | 28         | 1          | CN              | 5               | 0               | -                  | -                  | -                  | -          | -          | -          | 33     | 1      |
| 2018           | Stabæk        | ES            | 23+2       | 0          | CN              | 3               | 0               | -                  | -                  | -                  | -          | -          | -          | 28     | 0      |
| 2019           | Stabæk        | ES            | 28         | 2          | CN              | 4               | 0               | -                  | -                  | -                  | -          | -          | -          | 32     | 2      |
| gen.-ott. 2020 | Stabæk        | ES            | 18         | 3          | -               | -               | -               | -                  | -                  | -                  | -          | -          | -          | 18     | 3      |
| Totale Stabæk  | Totale Stabæk | Totale Stabæk | 110+4      | 7+0        |                 | 12              | 0               |                    | -                  | -                  |            | -          | -          | 126    | 7      |
| ott. 2020-2021 | Gent          | D1            | 31         | 1          | CB              | 3               | 0               | UEL                | 5                  | 0                  | -          | -          | -          | 39     | 1      |
| 2021-2022      | Gent          | D1            | 31         | 1          | CB              | 5               | 0               | UECL               | 11                 | 0                  | -          | -          | -          | 47     | 1      |
| Totale Gent    | Totale Gent   | Totale Gent   | 62         | 2          |                 | 8               | 0               |                    | 16                 | 0                  |            | -          | -          | 86     | 2      |
| Totale         | Totale        | Totale        | 186        | 9          |                 | 20              | 0               |                    | 16                 | 0                  |            | -          | -          | 212    | 9      |

## Palmarès

### Club

#### Competizioni nazionali
- Coppa del Belgio: 1

Gent: 2021-2022